# Rekordy młodzieżowych mistrzostw Europy w lekkoatletyce
Rekordy młodzieżowych mistrzostw Europy w lekkoatletyce – najlepsze rezultaty uzyskane podczas młodzieżowych mistrzostw Europy w lekkoatletyce, z których cztery należą do reprezentantów Polski.

## Mężczyźni
| Konkurencja                   | Rezultat | Zawodnik                                                                         | Miejsce uzyskania | Data            |
| ----------------------------- | -------- | -------------------------------------------------------------------------------- | ----------------- | --------------- |
| bieg na 100 m                 | 10,04    | Jeremiah Azu                                                                     | Espoo             | 13 lipca 2023   |
| bieg na 200 m                 | 20,33    | Ján Volko                                                                        | Bydgoszcz         | 15 lipca 2017   |
| bieg na 400 m                 | 44,82    | Jonas Phijffers                                                                  | Bergen            | 19 lipca 2025   |
| bieg na 800 m                 | 1:44,06  | Francesco Pernici                                                                | Bergen            | 18 lipca 2025   |
| bieg na 1500 m                | 3:38,94  | Wolfram Müller                                                                   | Amsterdam         | 14 lipca 2001   |
| bieg na 5000 m                | 13:20,16 | Ali Kaya                                                                         | Tallinn           | 11 lipca 2015   |
| bieg na 10 000 m              | 27:53,38 | Ali Kaya                                                                         | Tallinn           | 9 lipca 2015    |
| bieg na 110 m przez płotki    | 13,22    | Sasha Zhoya                                                                      | Espoo             | 14 lipca 2023   |
| bieg na 400 m przez płotki    | 48,01    | Owe Fischer-Breiholz                                                             | Bergen            | 19 lipca 2025   |
| bieg na 3000 m z przeszkodami | 8:20,17  | Maciej Megier                                                                    | Bergen            | 20 lipca 2025   |
| skok wzwyż                    | 2,36     | Aleksander Waleriańczyk                                                          | Bydgoszcz         | 20 lipca 2003   |
| skok o tyczce                 | 5,93     | Romain Mesnil                                                                    | Göteborg          | 1 sierpnia 1999 |
| skok w dal                    | 8,37     | Eusebio Cáceres                                                                  | Tampere           | 12 lipca 2013   |
| trójskok                      | 17,72    | Szeryf El-Szeryf                                                                 | Ostrawa           | 17 lipca 2011   |
| pchnięcie kulą                | 21,59    | Konrad Bukowiecki                                                                | Bydgoszcz         | 14 lipca 2017   |
| rzut dyskiem                  | 68,34    | Mykolas Alekna                                                                   | Espoo             | 15 lipca 2023   |
| rzut młotem                   | 80,88    | Nicolas Figere                                                                   | Amsterdam         | 15 lipca 2001   |
| rzut oszczepem                | 84,97    | Cyprian Mrzygłód                                                                 | Gävle             | 13 lipca 2019   |
| dziesięciobój                 | 8608 pkt | Markus Rooth                                                                     | Espoo             | 16 lipca 2023   |
| chód na 20 km                 | 1:19:58  | Aigars Fadejevs                                                                  | Turku             | 10 lipca 1997   |
| sztafeta 4 × 100 metrów       | 38,43    | Francja · Maxime Rebierre · Yoran Kabengele Kabala · Mohammed Badru · Jeff Erius | Bergen            | 20 lipca 2025   |
| sztafeta 4 × 400 metrów       | 3:02,02  | Hiszpania · David García · Ángel González · Markel Fernandez · Gerson Pozo       | Bergen            | 20 lipca 2025   |

## Kobiety
| Konkurencja                   | Rezultat | Zawodniczka                                                                               | Miejsce uzyskania | Data            |
| ----------------------------- | -------- | ----------------------------------------------------------------------------------------- | ----------------- | --------------- |
| bieg na 100 m                 | 11,03    | María Karastamáti                                                                         | Erfurt            | 16 lipca 2005   |
| bieg na 200 m                 | 22,57    | Hana Benešová                                                                             | Turku             | 13 lipca 1997   |
| bieg na 400 m                 | 49,74    | Henriette Jæger                                                                           | Bergen            | 19 lipca 2025   |
| bieg na 800 m                 | 1:57,42  | Audrey Werro                                                                              | Bergen            | 19 lipca 2025   |
| bieg na 1500 m                | 4:04,77  | Amela Terzić                                                                              | Tallinn           | 12 lipca 2015   |
| bieg na 5000 m                | 15:01,67 | Yasemin Can                                                                               | Bydgoszcz         | 16 lipca 2017   |
| bieg na 10 000 m              | 31:39,34 | Alina Reh                                                                                 | Găvle             | 12 lipca 2019   |
| bieg na 100 m przez płotki    | 12,68    | Ditaji Kambundji                                                                          | Espoo             | 15 lipca 2023   |
| bieg na 400 m przez płotki    | 54,08    | Emily Newnham                                                                             | Bergen            | 19 lipca 2025   |
| bieg na 3000 m z przeszkodami | 9:26,98  | Olivia Gürth                                                                              | Espoo             | 15 lipca 2023   |
| skok wzwyż                    | 2,00     | Jarosława Mahuczich                                                                       | Tallinn           | 10 lipca 2021   |
| skok o tyczce                 | 4,70     | Angielina Krasnowa                                                                        | Tampere           | 13 lipca 2013   |
| skok w dal                    | 7,05     | Darja Kliszyna                                                                            | Ostrawa           | 17 lipca 2011   |
| trójskok                      | 14,70    | Cristina Nicolau                                                                          | Göteborg          | 1 sierpnia 1999 |
| pchnięcie kulą                | 19,73    | Nadzieja Astapczuk                                                                        | Amsterdam         | 12 lipca 2001   |
| rzut dyskiem                  | 64,40    | Kateryna Karsak                                                                           | Debreczyn         | 13 lipca 2007   |
| rzut młotem                   | 73,71    | Silja Kosonen                                                                             | Espoo             | 14 lipca 2023   |
| rzut oszczepem                | 65,60    | Christin Hussong                                                                          | Tallinn           | 11 lipca 2015   |
| siedmiobój                    | 6563 pkt | Saga Vanninen                                                                             | Bergen            | 20 lipca 2025   |
| chód na 10 km                 | 43:33    | Olga Panfiorowa                                                                           | Turku             | 10 lipca 1997   |
| chód na 20 km                 | 1:27:25  | Anežka Drahotová                                                                          | Tallinn           | 10 lipca 2015   |
| sztafeta 4 × 100 m            | 42,92    | Wielka Brytania · Nia Wedderburn-Goodison · Kissiwaa Mensah · Alyson Bell · Success Eduan | Bergen            | 20 lipca 2025   |
| sztafeta 4 × 400 m            | 3:26,52  | Wielka Brytania · Rebecca Grieve · Emily Newnham · Poppy Malik · Yemi Mary John           | Bergen            | 20 lipca 2025   |